# Žebro (maso)

Schematické znázornění dílů hovězího masa - žebro ("rib") má oranžovou barvu

Žebro, též žebírko nebo žebírka, je velká část přední čtvrtě jatečně opracované půlky jatečného skotu a koní. U jatečných prasat, telat, jehňat i ovcí se srovnatelná část těla nazývá bok. Žebro se u skotu dále dělí na žebro holé, vysoké a pupeční.
Kostním podkladem jsou střední části žeber, maso je tvořeno pilovitým svalem (m. serratus ventralis thoracis), mezižeberními svaly, širokým svalem zádovým a v zadní části také břišními svaly.